# Championnats d'Europe d'escrime 1995
Navigation
Édition précédente Édition suivante
Les championnats d'Europe d'escrime 1995 se sont disputés à Keszthely en Hongrie en 1995.  La compétition est organisée pour la première fois par la fédération hongroise d'escrime, sous l'égide de la Confédération européenne d'escrime a vu s'affronter des tireurs des différents pays européens lors de cinq épreuves différentes. Les épreuves par équipes sont à nouveau absentes.

## Médaillés
| Épreuves                              | Or                      | Argent                 | Bronze                               |
| ------------------------------------- | ----------------------- | ---------------------- | ------------------------------------ |
| Épée                                  |                         |                        |                                      |
| Hommes individuel résultats détaillés | Arnd Schmitt            | Iván Kovács            | Andreas Kertesz Péter Vánky          |
| Femmes individuel résultats détaillés | Tímea Nagy              | Eva Vibornova          | Gianna Hablützel-Bürki Claudia Bokel |
| Fleuret                               |                         |                        |                                      |
| Hommes individuel résultats détaillés | Serhiy Holubytskyy      | Lorenzo Taddei         | Dmitriy Shevchenko Uwe Römer         |
| Femmes individuel résultats détaillés | Reka Zsofia Lazăr-Szabo | Diana Bianchedi        | Elena Grichina Monika Weber          |
| Sabre                                 |                         |                        |                                      |
| Hommes individuel résultats détaillés | Raffaello Caserta       | Jean-Philippe Daurelle | Sergei Berco Sergei Yermolayev       |

## Tableau des médailles
| Rang  | Nation    | Or | Argent | Bronze | Total |
| ----- | --------- | -- | ------ | ------ | ----- |
| 1     | Italie    | 1  | 2      | 0      | 3     |
| 2     | Ukraine   | 1  | 1      | 1      | 3     |
| 3     | Hongrie   | 1  | 1      | 0      | 2     |
| 4     | Allemagne | 1  | 0      | 3      | 4     |
| 5     | Roumanie  | 1  | 0      | 0      | 1     |
| 6     | France    | 0  | 1      | 0      | 1     |
| 7     | Russie    | 0  | 0      | 3      | 3     |
| 8     | Suède     | 0  | 0      | 2      | 2     |
| 9     | Suisse    | 0  | 0      | 1      | 1     |
| Total | Total     | 5  | 5      | 10     | 20    |